# うたかた花火/星が瞬くこんな夜に
『うたかた花火/星が瞬くこんな夜に』（うたかたはなび / ほしがまたたくこんなよるに）は、クリエイターチームsupercellのメジャー3枚目のシングルである。2010年8月25日にSony Recordsより発売。

## 概要
ボーカルには、前2作のシングル同様、ニコニコ動画にて2008年3月まで「メルト」をはじめ多くの楽曲をカバーした動画をUPしてきたガゼルことnagiが参加している。シングルのジャケットイラストはhuke。初回限定版には「うたかた花火」ビデオクリップ、『NARUTO -ナルト- 疾風伝』デカラベルステッカー（「スタジオぴえろ」描き下ろし）が同梱。

## 収録曲
1. うたかた花火 [6:01]
作詞・作曲・編曲：ryo、ストリングスアレンジ：クラッシャー木村
テレビアニメ『NARUTO -ナルト- 疾風伝』EDテーマソング
2. 星が瞬くこんな夜に [4:29]
作詞・作曲・編曲：ryo、ストリングスアレンジ：クラッシャー木村
PCゲーム『魔法使いの夜』EDテーマソング
3. Worldwide Love [4:46]
作曲・編曲：ryo
4. うたかた花火 -Instrumental-
5. 星が瞬くこんな夜に -Instrumental-
6. Worldwide Love -Instrumental-

## アレンジ
星が瞬くこんな夜に
- 星が瞬くこんな夜に ～ゲームVer.～ - 2013年12月29日発売の『魔法使いの夜 Original Soundtrack Repetition』に収録。エンディングテーマ用にアレンジ・新規収録されたバージョン。